# ديكون جونز (لاعب كرة قاعدة)
ديكون جونز (بالإنجليزية: Deacon Jones)‏ هو لاعب كرة قاعدة أمريكي، ولد في 18 أبريل 1934 في وايت بلينس في الولايات المتحدة.

## وصلات خارجية
- ديكون جونز على موقعبيزبول رفرنس.كوم (الدوري الرئيسي) (الإنجليزية)
- ديكون جونز على موقعبيزبول رفرنس.كوم (الدوري الثانوي) (الإنجليزية)